# Copa Paraguay 2023
La Copa Paraguay 2023 fue la quinta edición del certamen, que otorgó al campeón (o a quien corresponda) la clasificación en forma directa a la Copa Libertadores 2024, y el derecho a disputar la Supercopa Paraguay 2023.
En esta edición se consagró campeón el club Libertad, quien se corono por segunda vez en su historia, se impuso en la final ante el Sportivo Trinidense. Debido a que Libertad ya estaba clasificado por ser campeón de los torneos apertura y clausura 2023 y el Sportivo Trinidense por ser el tercer mejor puntaje acumulado del año, el cupo fue otorgado a Nacional, que quedó en el tercer puesto de esta edición de la Copa Paraguay.
Por primera vez en la historia del futbol paraguayo, la Super Copa 2023 le fue adjudicado directamente al club Libertad, debido a que ganó todas las competencias en el año 2023.

## Participantes
El torneo contó con 74 equipos en su fase nacional: los 12 de la Primera División, los 16 de la Intermedia, 17 de Primera B, 12 de Primera C y 17 de UFI, donde estas tres últimas disputaron la Fase 1 en llaves de sus respectivas divisiones, en la Fase 2 se enfrentaron los ganadores de la Fase 1 con los equipos de la División Intermedia y la Fase 3 se enfrentaron los ganadores de la Fase 2 con los equipos de la División Profesional.

### Equipos Clasificados a la Fase Nacional
| División                               | Equipo | P.                          | Vía de clasificación |
| -------------------------------------- | --- | --------------------------- | --- |
| Primera División 12 cupos              | Cerro Porteño Sportivo Trinidense General Caballero (JLM) Guaireña FC Guaraní Libertad Nacional Olimpia Sportivo Luqueño Sportivo Ameliano Resistencia SC Tacuary | 5 4 5 4 5                   | Clasificados de manera automática a la Fase Nacional (Dieciseisavos de final) |
| División Intermedia 16 cupos           | 12 de Octubre FBC (Itauguá) Martín Ledesma Atlético 3 de Febrero Atyrá FC San Lorenzo Fernando de la Mora Atlético Colegiales Sol de América Deportivo Santaní Independiente FBC (CG) Sportivo Carapeguá Pastoreo Deportivo Recoleta Rubio Ñu Sportivo 2 de Mayo 24 de Setiembre VP | 5 3 5 4 5 4 5 1 2 5 4       | Clasificados de manera automática a la Fase Nacional (Fase 2) |
| Primera División B 17 cupos            | Cristóbal Colón FBC (JAS) Atlético Tembetary 29 de Septiembre Presidente Hayes Cristóbal Colón (Ñ) Olimpia de Itá Sportivo Limpeño 3 de Noviembre 3 de Febrero FBC (RB) Atlántida Sportivo Iteño River Plate Deportivo Humaitá Silvio Pettirossi Deportivo Capiatá Benjamín Aceval General Díaz | 5 4 3 4 3 5 2 4 3 5 4 5 3 5 | Clasificados de manera automática a la Fase Nacional (Fase 1) |
| Primera División C 12 cupos            | Fulgencio Yegros Sport Colombia General Caballero ZC Oriental 1.º de Marzo (FDO) Atlético Juventud Valois Rivarola Capitán Figari General Caballero CG Sport Colonial Pilcomayo 12 de Octubre SD | 5 2 3 5 4 5 2 1 5 4 3 4     | Clasificados de manera automática a la Fase Nacional (Fase 1) |
| Unión del Fútbol del Interior 17 cupos | Santa Cecilia (Belén) 14 de Mayo (Capiibary) Teniente Brozzon (Tobatí) Cerro Porteño (Mbocayaty) Universidad Católica (Repa.) 14 de Mayo (F. Yegros) San Pedro (S.P.P.) Libertad (San Patricio) Sol de Mayo (Roque González) Guaraní (Minga Guazú) Unión Ybyraró (Capiatá) 1.º de Marzo (Pilar) Atlético Amambay (Cap. Bado) General Caballero (Katueté) Independiente (Nanawa) Cerro Porteño (Filadelfia) Sport Hernancito (P. Guaraní) | 1 2 1 4 1 3 1               | Representante del I Departamento de Concepción Representante del II Departamento de San Pedro Representante del III Departamento de Cordillera Representante del IV Departamento de Guairá Representante del V Departamento de Caaguazú Representante del VI Departamento de Caazapá Representante del VII Departamento de Itapúa Representante del VIII Departamento de Misiones Representante del IX Departamento de Paraguarí Representante del X Departamento de Alto Paraná Representante del XI Departamento Central Representante del XII Departamento de Ñeembucú Representante del XIII Departamento de Amambay Representante del XIV Departamento de Canindeyú Representante del XV Departamento de Presidente Hayes Representante del XVI Departamento de Boquerón Representante del XVII Departamento de Alto Paraguay |

### Distribución Geográfica
| Distrito capital/Departamento    | Cantidad | Equipos |
| -------------------------------- | -------- | --- |
| Asunción                         | 26       | Cerro Porteño - Guaraní - Libertad - Nacional - Olimpia - Resistencia - Sportivo Ameliano - Tacuary - River Plate - Fernando de la Mora - Rubio Ñu - Sportivo Trinidense - Independiente CG - Atlético Tembetary - Presidente Hayes - 3 de Noviembre - 3 de Febrero FBC - Atlántida - Deportivo Recoleta - General Caballero ZC - Silvio Pettirossi - Oriental - Atlético Juventud - Valois Rivarola - Sport Colonial - 12 de Octubre SD |
| Departamento de Concepción       | 1        | Sport Santa Cecilia |
| Departamento de San Pedro        | 2        | Deportivo Santaní - 14 de Mayo (Capiibary) |
| Departamento de Cordillera       | 2        | Atyrá FC - Teniente Brozzon |
| Departamento de Guairá           | 2        | Guaireña - Cerro Porteño (Mbocayaty) |
| Departamento de Caaguazú         | 2        | Pastoreo FC - Universidad Católica |
| Departamento de Caazapá          | 1        | 14 de Mayo (Fulgencio Yegros) |
| Departamento de Itapúa           | 1        | Sportivo San Pedro |
| Departamento de Misiones         | 1        | Libertad (San Patricio) |
| Departamento de Paraguarí        | 2        | Sportivo Carapeguá - Sol de Mayo |
| Departamento de Alto Paraná      | 3        | General Caballero JLM - Atlético 3 de Febrero - Guaraní (Minga Guazú) |
| Departamento Central             | 23       | 12 de octubre - Sol de América - Atlético Colegiales - Martín Ledesma - Sportivo Iteño - Sportivo Luqueño - San Lorenzo - Cristóbal Colón (JAS) - 29 de Septiembre - Cristóbal Colón (Ñ) - Olimpia (Itá) - Sportivo Limpeño - 24 de Setiembre VP - Deportivo Capiatá - Fulgencio Yegros - General Díaz - Sport Colombia - Deportivo Humaitá - 1.º de Marzo - General Caballero CG - Pilcomayo - Capitán Figari - Unión Ybyraró           |
| Departamento de Ñeembucú         | 1        | 1.º de Marzo (Pilar) |
| Departamento de Amambay          | 2        | Sportivo 2 de Mayo - Atlético Amambay |
| Departamento de Canindeyú        | 1        | General Caballero (Katueté) |
| Departamento de Presidente Hayes | 2        | Benjamín Aceval - Independiente (Nanawa) |
| Departamento de Boquerón         | 1        | Cerro Porteño (Filadelfia) |
| Departamento de Alto Paraguay    | 1        | Sport Hernancito |

## Cuadro Principal
Los participantes se enfrentarán en llaves de 2 equipos en un único juego de eliminación directa en cancha neutral, de haber empate al final del período reglamentario, se ejecutarán tiros penales.

### Cuadro de desarrollo
|  | Dieciseisavos de final 11 de julio al 16 de agosto | Dieciseisavos de final 11 de julio al 16 de agosto |                                          |       | Octavos de final 19 al 28 de septiembre | Octavos de final 19 al 28 de septiembre |                                       |                                       | Cuartos de final 11 al 26 de octubre | Cuartos de final 11 al 26 de octubre |  |  | Semifinales 8 y 9 de noviembre | Semifinales 8 y 9 de noviembre |  |  | Final 2 de diciembre | Final 2 de diciembre |
|  |                                                    |                                                    |                                          |       |                                         |                                         |                                       |                                       |                                      |                                      |  |  |                                |                                |  |  |                      |                      |
|  | 2 de agosto - General Pablo Rojas                  |                                                    |                                          |       |                                         |                                         |                                       |                                       |                                      |                                      |  |  |                                |                                |  |  |                      |                      |
|  |                                                    |                                                    |                                          |       |                                         |                                         |                                       |                                       |                                      |                                      |  |  |                                |                                |  |  |                      |                      |
|  | 24 de Setiembre                                    | 1 (4)                                              |                                          |       |                                         |                                         |                                       |                                       |                                      |                                      |  |  |                                |                                |  |  |                      |                      |
|  | 24 de Setiembre                                    | 1 (4)                                              | 27 de septiembre - Luis Alfonso Giagni   |       |                                         |                                         |                                       |                                       |                                      |                                      |  |  |                                |                                |  |  |                      |                      |
|  | Cerro Porteño                                      | 1 (5)                                              |                                          |       |                                         |                                         |                                       |                                       |                                      |                                      |  |  |                                |                                |  |  |                      |                      |
|  | Cerro Porteño                                      | 1 (5)                                              | Cerro Porteño                            | 1     |                                         |                                         |                                       |                                       |                                      |                                      |  |  |                                |                                |  |  |                      |                      |
|  | 19 de julio - Ricardo Gregor                       |                                                    | Cerro Porteño                            | 1     |                                         |                                         |                                       |                                       |                                      |                                      |  |  |                                |                                |  |  |                      |                      |
|  |                                                    | Sportivo Ameliano                                  | 3                                        |       |                                         |                                         |                                       |                                       |                                      |                                      |  |  |                                |                                |  |  |                      |                      |
|  | Independiente CG                                   | Sportivo Ameliano                                  | 3                                        | 0     |                                         |                                         |                                       |                                       |                                      |                                      |  |  |                                |                                |  |  |                      |                      |
|  | Independiente CG                                   |                                                    | 14 de octubre - Luis Alfonso Giagni      | 0     |                                         |                                         |                                       |                                       |                                      |                                      |  |  |                                |                                |  |  |                      |                      |
|  | Sportivo Ameliano                                  | 3                                                  |                                          |       |                                         |                                         |                                       |                                       |                                      |                                      |  |  |                                |                                |  |  |                      |                      |
|  | Sportivo Ameliano                                  | 3                                                  | Sportivo Ameliano                        | 0     |                                         |                                         |                                       |                                       |                                      |                                      |  |  |                                |                                |  |  |                      |                      |
|  | 11 de julio - Jardines del Kelito                  |                                                    | Sportivo Ameliano                        | 0     |                                         |                                         |                                       |                                       |                                      |                                      |  |  |                                |                                |  |  |                      |                      |
|  |                                                    | Sportivo Trinidense                                | 1                                        |       |                                         |                                         |                                       |                                       |                                      |                                      |  |  |                                |                                |  |  |                      |                      |
|  | Fernando de la Mora                                | Sportivo Trinidense                                | 1                                        | 1     |                                         |                                         |                                       |                                       |                                      |                                      |  |  |                                |                                |  |  |                      |                      |
|  | Fernando de la Mora                                | 19 de septiembre - Luis Alfonso Giagni             |                                          | 1     |                                         |                                         |                                       |                                       |                                      |                                      |  |  |                                |                                |  |  |                      |                      |
|  | Tacuary                                            | 2                                                  |                                          |       |                                         |                                         |                                       |                                       |                                      |                                      |  |  |                                |                                |  |  |                      |                      |
|  | Tacuary                                            | 2                                                  | Tacuary                                  | 1     |                                         |                                         |                                       |                                       |                                      |                                      |  |  |                                |                                |  |  |                      |                      |
|  | 10 de agosto - Ka'arendy                           |                                                    | Tacuary                                  | 1     |                                         |                                         |                                       |                                       |                                      |                                      |  |  |                                |                                |  |  |                      |                      |
|  |                                                    | Sportivo Trinidense                                | 2                                        |       |                                         |                                         |                                       |                                       |                                      |                                      |  |  |                                |                                |  |  |                      |                      |
|  | 3 de Febrero CDE                                   | Sportivo Trinidense                                | 2                                        | 0     |                                         |                                         |                                       |                                       |                                      |                                      |  |  |                                |                                |  |  |                      |                      |
|  | 3 de Febrero CDE                                   |                                                    | 8 de noviembre - Arsenio Erico           | 0     |                                         |                                         |                                       |                                       |                                      |                                      |  |  |                                |                                |  |  |                      |                      |
|  | Sportivo Trinidense                                | 1                                                  |                                          |       |                                         |                                         |                                       |                                       |                                      |                                      |  |  |                                |                                |  |  |                      |                      |
|  | Sportivo Trinidense                                | 1                                                  | Sportivo Trinidense                      | 2     |                                         |                                         |                                       |                                       |                                      |                                      |  |  |                                |                                |  |  |                      |                      |
|  | 16 de agosto - Rogelio Silvino Livieres            |                                                    | Sportivo Trinidense                      | 2     |                                         |                                         |                                       |                                       |                                      |                                      |  |  |                                |                                |  |  |                      |                      |
|  |                                                    | Guaraní                                            | 0                                        |       |                                         |                                         |                                       |                                       |                                      |                                      |  |  |                                |                                |  |  |                      |                      |
|  | Valois Rivarola                                    | Guaraní                                            | 0                                        | 0     |                                         |                                         |                                       |                                       |                                      |                                      |  |  |                                |                                |  |  |                      |                      |
|  | Valois Rivarola                                    | 28 de septiembre - Rogelio Silvino Livieres        |                                          | 0     |                                         |                                         |                                       |                                       |                                      |                                      |  |  |                                |                                |  |  |                      |                      |
|  | Guaraní                                            | 14                                                 |                                          |       |                                         |                                         |                                       |                                       |                                      |                                      |  |  |                                |                                |  |  |                      |                      |
|  | Guaraní                                            | 14                                                 | Guaraní                                  | 2     |                                         |                                         |                                       |                                       |                                      |                                      |  |  |                                |                                |  |  |                      |                      |
|  | 20 de julio - Parque del Guairá                    |                                                    | Guaraní                                  | 2     |                                         |                                         |                                       |                                       |                                      |                                      |  |  |                                |                                |  |  |                      |                      |
|  |                                                    | Guaireña                                           | 0                                        |       |                                         |                                         |                                       |                                       |                                      |                                      |  |  |                                |                                |  |  |                      |                      |
|  | 3 de Noviembre                                     | Guaireña                                           | 0                                        | 0     |                                         |                                         |                                       |                                       |                                      |                                      |  |  |                                |                                |  |  |                      |                      |
|  | 3 de Noviembre                                     |                                                    | 14 de octubre - Luis Alfonso Giagni      | 0     |                                         |                                         |                                       |                                       |                                      |                                      |  |  |                                |                                |  |  |                      |                      |
|  | Guaireña                                           | 3                                                  |                                          |       |                                         |                                         |                                       |                                       |                                      |                                      |  |  |                                |                                |  |  |                      |                      |
|  | Guaireña                                           | 3                                                  | Guaraní                                  | 2     |                                         |                                         |                                       |                                       |                                      |                                      |  |  |                                |                                |  |  |                      |                      |
|  | 2 de agosto - CARDIF                               |                                                    | Guaraní                                  | 2     |                                         |                                         |                                       |                                       |                                      |                                      |  |  |                                |                                |  |  |                      |                      |
|  |                                                    | Deportivo Recoleta                                 | 0                                        |       |                                         |                                         |                                       |                                       |                                      |                                      |  |  |                                |                                |  |  |                      |                      |
|  | Deportivo Recoleta                                 | Deportivo Recoleta                                 | 0                                        | 4     |                                         |                                         |                                       |                                       |                                      |                                      |  |  |                                |                                |  |  |                      |                      |
|  | Deportivo Recoleta                                 | 21 de septiembre - La Arboleda                     |                                          | 4     |                                         |                                         |                                       |                                       |                                      |                                      |  |  |                                |                                |  |  |                      |                      |
|  | Atlético Colegiales                                | 0                                                  |                                          |       |                                         |                                         |                                       |                                       |                                      |                                      |  |  |                                |                                |  |  |                      |                      |
|  | Atlético Colegiales                                | 0                                                  | Deportivo Recoleta                       | 2 (5) |                                         |                                         |                                       |                                       |                                      |                                      |  |  |                                |                                |  |  |                      |                      |
|  | 12 de julio - Municipal de Carapeguá               |                                                    | Deportivo Recoleta                       | 2 (5) |                                         |                                         |                                       |                                       |                                      |                                      |  |  |                                |                                |  |  |                      |                      |
|  |                                                    | Atyrá                                              | 2 (4)                                    |       |                                         |                                         |                                       |                                       |                                      |                                      |  |  |                                |                                |  |  |                      |                      |
|  | Atyrá                                              | Atyrá                                              | 2 (4)                                    | 1 (5) |                                         |                                         |                                       |                                       |                                      |                                      |  |  |                                |                                |  |  |                      |                      |
|  | Atyrá                                              |                                                    | 2 de diciembre - Parque del Guairá       | 1 (5) |                                         |                                         |                                       |                                       |                                      |                                      |  |  |                                |                                |  |  |                      |                      |
|  | Sportivo Carapeguá                                 | 1 (4)                                              |                                          |       |                                         |                                         |                                       |                                       |                                      |                                      |  |  |                                |                                |  |  |                      |                      |
|  | Sportivo Carapeguá                                 | 1 (4)                                              | Sportivo Trinidense                      | 1 (1) |                                         |                                         |                                       |                                       |                                      |                                      |  |  |                                |                                |  |  |                      |                      |
|  | 19 de julio - Manuel Ferreira                      |                                                    | Sportivo Trinidense                      | 1 (1) |                                         |                                         |                                       |                                       |                                      |                                      |  |  |                                |                                |  |  |                      |                      |
|  |                                                    | Libertad                                           | 1 (4)                                    |       |                                         |                                         |                                       |                                       |                                      |                                      |  |  |                                |                                |  |  |                      |                      |
|  | San Lorenzo                                        | Libertad                                           | 1 (4)                                    | 0 (7) |                                         |                                         |                                       |                                       |                                      |                                      |  |  |                                |                                |  |  |                      |                      |
|  | San Lorenzo                                        | 20 de septiembre - Arsenio Erico                   |                                          | 0 (7) |                                         |                                         |                                       |                                       |                                      |                                      |  |  |                                |                                |  |  |                      |                      |
|  | Olimpia                                            | 0 (6)                                              |                                          |       |                                         |                                         |                                       |                                       |                                      |                                      |  |  |                                |                                |  |  |                      |                      |
|  | Olimpia                                            | 0 (6)                                              | San Lorenzo                              | 1     |                                         |                                         |                                       |                                       |                                      |                                      |  |  |                                |                                |  |  |                      |                      |
|  | 16 de agosto - Tigo La Huerta                      |                                                    | San Lorenzo                              | 1     |                                         |                                         |                                       |                                       |                                      |                                      |  |  |                                |                                |  |  |                      |                      |
|  |                                                    | Libertad                                           | 2                                        |       |                                         |                                         |                                       |                                       |                                      |                                      |  |  |                                |                                |  |  |                      |                      |
|  | Sol de América                                     | Libertad                                           | 2                                        | 0     |                                         |                                         |                                       |                                       |                                      |                                      |  |  |                                |                                |  |  |                      |                      |
|  | Sol de América                                     |                                                    | 26 de octubre - Arsenio Erico            | 0     |                                         |                                         |                                       |                                       |                                      |                                      |  |  |                                |                                |  |  |                      |                      |
|  | Libertad                                           | 3                                                  |                                          |       |                                         |                                         |                                       |                                       |                                      |                                      |  |  |                                |                                |  |  |                      |                      |
|  | Libertad                                           | 3                                                  | Libertad                                 | 3     |                                         |                                         |                                       |                                       |                                      |                                      |  |  |                                |                                |  |  |                      |                      |
|  | 26 de julio - Ricardo Gregor                       |                                                    | Libertad                                 | 3     |                                         |                                         |                                       |                                       |                                      |                                      |  |  |                                |                                |  |  |                      |                      |
|  |                                                    | Deportivo Santaní                                  | 0                                        |       |                                         |                                         |                                       |                                       |                                      |                                      |  |  |                                |                                |  |  |                      |                      |
|  | 2 de Mayo                                          | Deportivo Santaní                                  | 0                                        | 2     |                                         |                                         |                                       |                                       |                                      |                                      |  |  |                                |                                |  |  |                      |                      |
|  | 2 de Mayo                                          | 26 de septiembre - Río Parapití                    |                                          | 2     |                                         |                                         |                                       |                                       |                                      |                                      |  |  |                                |                                |  |  |                      |                      |
|  | Resistencia                                        | 0                                                  |                                          |       |                                         |                                         |                                       |                                       |                                      |                                      |  |  |                                |                                |  |  |                      |                      |
|  | Resistencia                                        | 0                                                  | 2 de Mayo                                | 0     |                                         |                                         |                                       |                                       |                                      |                                      |  |  |                                |                                |  |  |                      |                      |
|  | 10 de agosto - Ka'arendy                           |                                                    | 2 de Mayo                                | 0     |                                         |                                         |                                       |                                       |                                      |                                      |  |  |                                |                                |  |  |                      |                      |
|  |                                                    | Deportivo Santaní                                  | 1                                        |       |                                         |                                         |                                       |                                       |                                      |                                      |  |  |                                |                                |  |  |                      |                      |
|  | Deportivo Santaní                                  | Deportivo Santaní                                  | 1                                        | 1     |                                         |                                         |                                       |                                       |                                      |                                      |  |  |                                |                                |  |  |                      |                      |
|  | Deportivo Santaní                                  |                                                    | 9 de noviembre - Manuel Ferreira         | 1     |                                         |                                         |                                       |                                       |                                      |                                      |  |  |                                |                                |  |  |                      |                      |
|  | General Caballero JLM                              | 0                                                  |                                          |       |                                         |                                         |                                       |                                       |                                      |                                      |  |  |                                |                                |  |  |                      |                      |
|  | General Caballero JLM                              | 0                                                  | Libertad                                 | 3     |                                         |                                         |                                       |                                       |                                      |                                      |  |  |                                |                                |  |  |                      |                      |
|  | 20 de julio - Arsenio Erico                        |                                                    | Libertad                                 | 3     |                                         |                                         |                                       |                                       |                                      |                                      |  |  |                                |                                |  |  |                      |                      |
|  |                                                    | Nacional                                           | 1                                        |       | Partido por el tercer puesto            | Partido por el tercer puesto            |                                       |                                       |                                      |                                      |  |  |                                |                                |  |  |                      |                      |
|  | Cristóbal Colón JAS                                | Nacional                                           | 1                                        | 0     | Partido por el tercer puesto            | Partido por el tercer puesto            |                                       |                                       |                                      |                                      |  |  |                                |                                |  |  |                      |                      |
|  | Cristóbal Colón JAS                                | 19 de septiembre - Luis Alfonso Giagni             | 19 de septiembre - Luis Alfonso Giagni   | 0     |                                         |                                         | 19 de noviembre - Luis Alfonso Giagni | 19 de noviembre - Luis Alfonso Giagni |                                      |                                      |  |  |                                |                                |  |  |                      |                      |
|  | Nacional                                           | 19 de septiembre - Luis Alfonso Giagni             | 19 de septiembre - Luis Alfonso Giagni   | 2     |                                         |                                         | 19 de noviembre - Luis Alfonso Giagni | 19 de noviembre - Luis Alfonso Giagni |                                      |                                      |  |  |                                |                                |  |  |                      |                      |
|  | Nacional                                           | Nacional                                           | 0 (4)                                    | 2     | Guaraní                                 | 1 (6)                                   |                                       |                                       |                                      |                                      |  |  |                                |                                |  |  |                      |                      |
|  | 13 de julio - Feliciano Cáceres                    | Nacional                                           | 0 (4)                                    |       | Guaraní                                 | 1 (6)                                   |                                       |                                       |                                      |                                      |  |  |                                |                                |  |  |                      |                      |
|  |                                                    | Sportivo Luqueño                                   | 0 (3)                                    |       | Nacional                                | 1 (7)                                   |                                       |                                       |                                      |                                      |  |  |                                |                                |  |  |                      |                      |
|  | Oriental                                           | Sportivo Luqueño                                   | 0 (3)                                    | 0     | Nacional                                | 1 (7)                                   |                                       |                                       |                                      |                                      |  |  |                                |                                |  |  |                      |                      |
|  | Oriental                                           |                                                    | 11 de octubre - Rogelio Silvino Livieres | 0     |                                         |                                         |                                       |                                       |                                      |                                      |  |  |                                |                                |  |  |                      |                      |
|  | Sportivo Luqueño                                   | 6                                                  |                                          |       |                                         |                                         |                                       |                                       |                                      |                                      |  |  |                                |                                |  |  |                      |                      |
|  | Sportivo Luqueño                                   | 6                                                  | Nacional                                 | 2     |                                         |                                         |                                       |                                       |                                      |                                      |  |  |                                |                                |  |  |                      |                      |
|  | 9 de agosto - Enrique Soler                        |                                                    | Nacional                                 | 2     |                                         |                                         |                                       |                                       |                                      |                                      |  |  |                                |                                |  |  |                      |                      |
|  |                                                    | Martín Ledesma                                     | 0                                        |       |                                         |                                         |                                       |                                       |                                      |                                      |  |  |                                |                                |  |  |                      |                      |
|  | Silvio Pettirossi                                  | Martín Ledesma                                     | 0                                        | 0 (2) |                                         |                                         |                                       |                                       |                                      |                                      |  |  |                                |                                |  |  |                      |                      |
|  | Silvio Pettirossi                                  | 21 de septiembre - La Arboleda                     |                                          | 0 (2) |                                         |                                         |                                       |                                       |                                      |                                      |  |  |                                |                                |  |  |                      |                      |
|  | Martín Ledesma                                     | 0 (4)                                              |                                          |       |                                         |                                         |                                       |                                       |                                      |                                      |  |  |                                |                                |  |  |                      |                      |
|  | Martín Ledesma                                     | 0 (4)                                              | Martín Ledesma                           | 1     |                                         |                                         |                                       |                                       |                                      |                                      |  |  |                                |                                |  |  |                      |                      |
|  | 18 de julio - La Catedral                          |                                                    | Martín Ledesma                           | 1     |                                         |                                         |                                       |                                       |                                      |                                      |  |  |                                |                                |  |  |                      |                      |
|  |                                                    | Rubio Ñu                                           | 0                                        |       |                                         |                                         |                                       |                                       |                                      |                                      |  |  |                                |                                |  |  |                      |                      |
|  | Rubio Ñu                                           | Rubio Ñu                                           | 0                                        | 2     |                                         |                                         |                                       |                                       |                                      |                                      |  |  |                                |                                |  |  |                      |                      |
|  | Rubio Ñu                                           |                                                    |                                          | 2     |                                         |                                         |                                       |                                       |                                      |                                      |  |  |                                |                                |  |  |                      |                      |
|  | Atlético Amambay                                   | 1                                                  |                                          |       |                                         |                                         |                                       |                                       |                                      |                                      |  |  |                                |                                |  |  |                      |                      |
|  | Atlético Amambay                                   | 1                                                  |                                          |       |                                         |                                         |                                       |                                       |                                      |                                      |  |  |                                |                                |  |  |                      |                      |

### Fase 1
Esta fase se disputó del 18 de abril al 24 de mayo en 20 llaves a partido único y dos llaves triangulares, clasificaron a la fase 2 los 20 ganadores de los partidos únicos y los 2 mejores de los triangulares. En caso de empates en los partidos únicos, se definieron las series vía tiros penales.
Un total de 46 equipos disputaron esta fase: 17 equipos de la Primera B, 12 de la Primera C y 17 de la UFI.
| Fase 1                        | Fase 1             | Fase 1                      | Fase 1                                        | Fase 1      | Fase 1 | Fase 1   |
| Equipo 1                      | Resultado          | Equipo 2                    | Estadio                                       | Día         | Hora   | Llave    |
| ----------------------------- | ------------------ | --------------------------- | --------------------------------------------- | ----------- | ------ | -------- |
| Cristóbal Colón (Ñ)           | 1 - 2              | Silvio Pettirossi           | Centro de Alto Rendimiento de Fútbol Femenino | 18 de abril | 16:00  | F1.21    |
| Libertad (San Patricio)       | 0 - 2              | 1.º de Marzo (Pilar)        | Centro de Alto Rendimiento de Fútbol Femenino | 18 de abril | 18:30  | F1.17    |
| 3 de Noviembre                | 3 - 1              | 29 de Setiembre             | Gunther Vogel                                 | 19 de abril | 16:00  | F1.8     |
| Sportivo Iteño                | 1 - 3              | Sportivo Limpeño            | Gunther Vogel                                 | 19 de abril | 18:30  | F1.22    |
| Teniente Brozzon              | 0 - 6              | Unión Ybyraró               | Erico Galeano                                 | 20 de abril | 16:00  | F1.20    |
| 3 de Febrero FBC              | 0 - 1              | Deportivo Capiatá           | Erico Galeano                                 | 20 de abril | 18:30  | F1.2     |
| Atlético Amambay*             | 1 - 3              | Santa Cecilia*              | Río Parapití                                  | 22 de abril | 14:30  | F1.23/24 |
| Santa Cecilia*                | 2 - 1              | Sport Hernancito*           | Río Parapití                                  | 25 de abril | 14:30  | F1.23/24 |
| Guaraní (Minga Guazú)         | 0 - 1              | Universidad Católica        | Parque del Guairá                             | 25 de abril | 16:45  | F1.4     |
| Cerro Porteño (Mbocayaty)     | 2 - 2 (5 - 3 pen.) | Sol de Mayo                 | Parque del Guairá                             | 25 de abril | 19:00  | F1.9     |
| 14 de Mayo (Fulgencio Yegros) | 1 - 1 (2 - 4 pen.) | Sportivo San Pedro          | Villa Alegre                                  | 26 de abril | 18:30  | F1.14    |
| Presidente Hayes*             | 1 - 3              | River Plate*                | La Arboleda                                   | 27 de abril | 16:00  | F1.11/12 |
| Deportivo Humaitá             | 2 - 2 (2 - 4 pen.) | General Díaz                | La Arboleda                                   | 27 de abril | 18:30  | F1.15    |
| Sport Hernancito*             | 2 - 6              | Atlético Amambay*           | Río Parapití                                  | 28 de abril | 14:30  | F1.23/24 |
| Independiente (Nanawa)        | 3 - 3 (2 - 4 pen.) | Cerro Porteño (Filadelfia)  | Isidro Roussillón                             | 2 de mayo   | 16:00  | F1.1     |
| Benjamín Aceval               | 2 - 1              | Olimpia (Itá)               | Isidro Roussillón                             | 2 de mayo   | 18:30  | F1.5     |
| 14 de Mayo (Capiibary)        | 6 - 1              | General Caballero (Katueté) | La Catedral                                   | 3 de mayo   | 14:30  | F1.7     |
| Atlético Tembetary*           | 1 - 1              | Presidente Hayes*           | Centro de Alto Rendimiento de Fútbol Femenino | 4 de mayo   | 16:00  | F1.11/12 |
| Atlántida                     | 2 - 3              | Cristóbal Colón JAS         | Centro de Alto Rendimiento de Fútbol Femenino | 4 de mayo   | 18:30  | F1.18    |
| General Caballero CG          | 0 - 3              | General Caballero ZC        | Gunther Vogel                                 | 9 de mayo   | 16:00  | F1.16    |
| Capitán Figari                | 0 - 1              | 12 de Octubre SD            | Gunther Vogel                                 | 9 de mayo   | 18:30  | F1.13    |
| Sport Colonial                | 0 - 3              | Valois Rivarola             | Centro de Alto Rendimiento de Fútbol Femenino | 10 de mayo  | 16:00  | F1.6     |
| Fulgencio Yegros              | 1 - 1 (0 - 3 pen.) | 1.º de Marzo FM             | Centro de Alto Rendimiento de Fútbol Femenino | 10 de mayo  | 18:30  | F1.10    |
| Atlético Juventud             | 2 - 2 (1 - 4 pen.) | Oriental                    | La Arboleda                                   | 11 de mayo  | 16:00  | F1.19    |
| Pilcomayo                     | 1 - 3              | Sport Colombia              | La Arboleda                                   | 11 de mayo  | 18:30  | F1.3     |
| River Plate*                  | 0 - 2              | Atlético Tembetary*         | Jardines del Kelito                           | 24 de mayo  | 18:30  | F1.11/12 |

Nota:
* Estos equipos jugaron en llaves triangulares
Clasificación UFI
| Pos. | Equipo             | Pts. | PJ | G | E | P | GF | GC | Dif. |  |
| ---- | ------------------ | ---- | -- | - | - | - | -- | -- | ---- |  |
| 1    | Santa Cecilia*     | 6    | 2  | 2 | 0 | 0 | 5  | 2  | +3   |  |
| 2    | Atlético Amambay** | 3    | 2  | 1 | 0 | 1 | 7  | 5  | +2   |  |
| 3    | Sport Hernancito   | 0    | 2  | 0 | 0 | 2 | 3  | 8  | −5   |  |

Actualizado a los partidos jugados el 25 de abril de 2023.
 Fuente: APF
| SF | Clasifican a Segunda Fase. |

| * | Clasificado como F1.23. |

| ** | Clasificado como F1.24. |

Clasificación Primera B
| Pos. | Equipo              | Pts. | PJ | G | E | P | GF | GC | Dif. |  |
| ---- | ------------------- | ---- | -- | - | - | - | -- | -- | ---- |  |
| 1    | Atlético Tembetary* | 4    | 2  | 1 | 1 | 0 | 3  | 1  | +2   |  |
| 2    | River Plate**       | 3    | 2  | 1 | 0 | 1 | 3  | 3  | 0    |  |
| 3    | Presidente Hayes    | 1    | 2  | 0 | 1 | 1 | 2  | 4  | −2   |  |

Actualizado a los partidos jugados el 24 de mayo de 2023.
 Fuente: APF
| SF | Clasifican a Segunda Fase. |

| * | Clasificado como F1.11. |

| ** | Clasificado como F1.12. |

### Fase 2
Esta fase se disputó del 6 al 22 de junio en 20 llaves a partido único, clasificaron a los dieciséisavos de final los 20 ganadores de los partidos. En caso de empates, se definieron las series vía tiros penales.
Un total de 40 equipos disputaron esta fase: 16 equipos de la División Intermedia, 9 equipos de la Primera B, 6 de la Primera C y 9 de la UFI.
| Fase 2                     | Fase 2             | Fase 2                  | Fase 2              | Fase 2      | Fase 2 | Fase 2 |
| Equipo 1                   | Resultado          | Equipo 2                | Estadio             | Día         | Hora   | Llave  |
| -------------------------- | ------------------ | ----------------------- | ------------------- | ----------- | ------ | ------ |
| Santa Cecilia              | 1 - 5              | Rubio Ñu                | Juan José Vázquez   | 6 de junio  | 14:00  | F2.19  |
| General Caballero ZC       | 0 - 0 (5 - 6 pen.) | Deportivo Santaní       | Juan José Vázquez   | 6 de junio  | 16:30  | F2.14  |
| Cerro Porteño (Filadelfia) | 1 - 5              | 24 de Setiembre         | Isidro Roussillón   | 7 de junio  | 14:00  | F2.1   |
| Benjamín Aceval            | 1 - 2              | Valois Rivarola         | Isidro Roussillón   | 7 de junio  | 16:30  | F2.5   |
| 1.º de Marzo (Pilar)       | 0 - 0 (3 - 5 pen.) | Cristóbal Colón JAS     | Jardines del Kelito | 8 de junio  | 14:00  | F2.15  |
| Cerro Porteño (Mbocayaty)  | 1 - 3              | Deportivo Recoleta      | Jardines del Kelito | 8 de junio  | 16:30  | F2.7   |
| Oriental                   | 3 - 1              | Unión Ybyraró           | Gunther Vogel       | 13 de junio | 16:00  | F2.16  |
| 12 de Octubre SD           | 0 - 1              | San Lorenzo             | Gunther Vogel       | 13 de junio | 18:30  | F2.11  |
| Silvio Pettirossi          | 1 - 1 (5 - 3 pen.) | Pastoreo                | Antonio Aranda      | 14 de junio | 16:00  | F2.17  |
| Universidad Católica       | 0 - 3              | 3 de Febrero CDE        | Antonio Aranda      | 14 de junio | 18:30  | F2.4   |
| 14 de Mayo (Capiibary)     | 2 - 3              | 3 de Noviembre          | La Catedral         | 15 de junio | 13:30  | F2.6   |
| River Plate                | 2 - 3              | Sportivo Carapeguá      | Luis Alfonso Giagni | 15 de junio | 16:00  | F2.10  |
| Sportivo San Pedro         | 0 - 4              | Sol de América          | Luis Alfonso Giagni | 15 de junio | 18:30  | F2.12  |
| 1.º de Marzo FM            | 1 - 3              | Atlético Colegiales     | Ricardo Gregor      | 20 de junio | 16:00  | F2.8   |
| Deportivo Capiatá          | 0 - 2              | Independiente CG        | Ricardo Gregor      | 20 de junio | 18:30  | F2.2   |
| Sport Colombia             | 2 - 7              | Fernando de la Mora     | Emiliano Ghezzi     | 21 de junio | 14:00  | F2.3   |
| Atlético Tembetary         | 0 - 1              | Atyrá                   | Luis Salinas        | 21 de junio | 16:30  | F2.9   |
| Sportivo Limpeño           | 1 - 3              | Martín Ledesma          | Luis Salinas        | 21 de junio | 19:00  | F2.18  |
| Atlético Amambay           | 4 - 0              | 12 de Octubre (Itauguá) | Río Parapití        | 22 de junio | 16:00  | F2.20  |
| General Díaz               | 0 - 2              | 2 de Mayo               | Río Parapití        | 22 de junio | 18:30  | F2.13  |

### Dieciseisavos de final
Esta fase se disputó del 11 de julio al 16 de agosto en 16 llaves a partido único, clasificaron a los octavos de final los 16 ganadores de los partidos. En caso de empates, se definieron las series vía tiros penales.
Un total de 32 equipos disputaron esta fase: 12 equipos de la Primera División, 14 de la División Intermedia, 3 equipos de la Primera B, 2 de la Primera C y 1 de la UFI.
| Dieciseisavos de final | Dieciseisavos de final | Dieciseisavos de final | Dieciseisavos de final                              | Dieciseisavos de final | Dieciseisavos de final | Dieciseisavos de final |
| Equipo 1               | Resultado              | Equipo 2               | Estadio                                             | Día                    | Hora                   | Llave                  |
| ---------------------- | ---------------------- | ---------------------- | --------------------------------------------------- | ---------------------- | ---------------------- | ---------------------- |
| Fernando de la Mora    | 1 - 2                  | Tacuary                | Jardines del Kelito                                 | 11 de julio            | 18:30                  | A3                     |
| Atyrá                  | 1 - 1 (5 - 4 pen.)     | Sportivo Carapeguá     | Municipal de Carapeguá                              | 12 de julio            | 14:00                  | A8                     |
| Oriental               | 0 - 6                  | Sportivo Luqueño       | Feliciano Cáceres                                   | 13 de julio            | 17:30                  | A14                    |
| Rubio Ñu               | 2 - 1                  | Atlético Amambay       | La Catedral                                         | 18 de julio            | 14:30                  | A16                    |
| Independiente CG       | 0 - 3                  | Sportivo Ameliano      | Ricardo Gregor                                      | 19 de julio            | 16:00                  | A2                     |
| San Lorenzo            | 0 - 0 (7 - 6 pen.)     | Olimpia                | Manuel Ferreira                                     | 19 de julio            | 18:30                  | A9                     |
| 3 de Noviembre         | 0 - 3                  | Guaireña               | Parque del Guairá                                   | 20 de julio            | 15:00                  | A6                     |
| Cristóbal Colón JAS    | 0 - 2                  | Nacional               | Arsenio Erico                                       | 20 de julio            | 17:30                  | A13                    |
| 2 de Mayo              | 2 - 0                  | Resistencia            | Ricardo Gregor                                      | 26 de julio            | 16:00                  | A11                    |
| Deportivo Recoleta     | 4 - 0                  | Atlético Colegiales    | Centro de Alto Rendimiento de Divisiones Formativas | 2 de agosto            | 14:30                  | A7                     |
| 24 de Setiembre        | 1 - 1 (4 - 5 pen.)     | Cerro Porteño          | General Pablo Rojas                                 | 2 de agosto            | 20:00                  | A1                     |
| Silvio Pettirossi      | 0 - 0 (2 - 4 pen.)     | Martín Ledesma         | Enrique Soler                                       | 9 de agosto            | 14:30                  | A15                    |
| 3 de Febrero CDE       | 0 - 1                  | Sportivo Trinidense    | Ka'arendy                                           | 10 de agosto           | 15:00                  | A4                     |
| Deportivo Santaní      | 1 - 0                  | General Caballero JLM  | Ka'arendy                                           | 10 de agosto           | 17:30                  | A12                    |
| Valois Rivarola        | 0 - 14                 | Guaraní                | Rogelio Silvino Livieres                            | 16 de agosto           | 16:00                  | A5                     |
| Sol de América         | 0 - 3                  | Libertad               | Tigo La Huerta                                      | 16 de agosto           | 18:30                  | A10                    |

### Octavos de final
Esta fase se disputó del 19 al 28 de septiembre en 8 llaves a partido único, clasificaron a los cuartos de final los 8 ganadores de los partidos. En caso de empates, se definieron las series vía tiros penales.
Un total de 16 equipos disputaron esta fase: 9 equipos de la Primera División y 7 de la División Intermedia.
| Octavos de final   | Octavos de final   | Octavos de final    | Octavos de final         | Octavos de final | Octavos de final | Octavos de final |
| Equipo 1           | Resultado          | Equipo 2            | Estadio                  | Día              | Hora             | Llave            |
| ------------------ | ------------------ | ------------------- | ------------------------ | ---------------- | ---------------- | ---------------- |
| Nacional           | 0 - 0 (4 - 3 pen.) | Sportivo Luqueño    | Luis Alfonso Giagni      | 19 de septiembre | 17:00            | O7               |
| Tacuary            | 1 - 2              | Sportivo Trinidense | Luis Alfonso Giagni      | 19 de septiembre | 19:30            | O2               |
| San Lorenzo        | 1 - 2              | Libertad            | Arsenio Erico            | 20 de septiembre | 17:00            | O5               |
| Deportivo Recoleta | 2 - 2 (5 - 4 pen.) | Atyrá               | La Arboleda              | 21 de septiembre | 17:00            | O4               |
| Martín Ledesma     | 1 - 0              | Rubio Ñu            | La Arboleda              | 21 de septiembre | 19:30            | O8               |
| 2 de Mayo          | 0 - 1              | Deportivo Santaní   | Río Parapití             | 26 de septiembre | 19:30            | O6               |
| Cerro Porteño      | 1 - 3              | Sportivo Ameliano   | Luis Alfonso Giagni      | 27 de septiembre | 17:00            | O1               |
| Guaraní            | 2 - 0              | Guaireña            | Rogelio Silvino Livieres | 28 de septiembre | 19:30            | O3               |

### Cuartos de final
Esta fase se disputó del 11 al 26 de octubre en 4 llaves a partido único, clasificaron a las semifinales los 4 ganadores de los partidos. En caso de empates, se definieron las series vía tiros penales.
Un total de 8 equipos disputaron esta fase: 5 equipos de la Primera División y 3 de la División Intermedia.
| Cuartos de final  | Cuartos de final | Cuartos de final    | Cuartos de final         | Cuartos de final | Cuartos de final | Cuartos de final |
| Equipo 1          | Resultado        | Equipo 2            | Estadio                  | Día              | Hora             | Llave            |
| ----------------- | ---------------- | ------------------- | ------------------------ | ---------------- | ---------------- | ---------------- |
| Nacional          | 2 - 0            | Martín Ledesma      | Rogelio Silvino Livieres | 11 de octubre    | 17:30            | S4               |
| Sportivo Ameliano | 0 - 1            | Sportivo Trinidense | Luis Alfonso Giagni      | 14 de octubre    | 18:00            | S1               |
| Guaraní           | 2 - 0            | Deportivo Recoleta  | Luis Alfonso Giagni      | 14 de octubre    | 20:30            | S2               |
| Libertad          | 3 - 0            | Deportivo Santaní   | Luis Alfonso Giagni      | 26 de octubre    | 19:30            | S3               |

### Semifinales
Esta fase se disputó el 8 y 9 de noviembre en 2 llaves a partido único, clasificaron a la final los 2 ganadores. Como no hubo empates, no se definieron las series vía tiros penales.
| Semifinales         | Semifinales | Semifinales | Semifinales     | Semifinales    | Semifinales | Semifinales |
| Equipo 1            | Resultado   | Equipo 2    | Estadio         | Día            | Hora        | Llave       |
| ------------------- | ----------- | ----------- | --------------- | -------------- | ----------- | ----------- |
| Sportivo Trinidense | 2 - 0       | Guaraní     | Arsenio Erico   | 8 de noviembre | 19:30       | GS1         |
| Libertad            | 3 - 1       | Nacional    | Manuel Ferreira | 9 de noviembre | 19:30       | GS2         |

### Tercer puesto
Los dos equipos que resultaron perdedores de los juegos de semifinales, se enfrentaron para decidir el tercer y cuarto puesto del certamen. Al existir empate en el tiempo reglamentario, se definió la serie vía tiros penales.
| Tercer y cuarto puesto | Tercer y cuarto puesto | Tercer y cuarto puesto | Tercer y cuarto puesto | Tercer y cuarto puesto | Tercer y cuarto puesto | Tercer y cuarto puesto |
| Equipo 1               | Resultado              | Equipo 2               | Estadio                | Día                    | Hora                   |                        |
| ---------------------- | ---------------------- | ---------------------- | ---------------------- | ---------------------- | ---------------------- | ---------------------- |
| Guaraní                | 1 - 1 (6 - 7 pen.)     | Nacional               | Luis Alfonso Giagni    | 19 de noviembre        | 19:30                  |                        |

### Final
Los dos mejores equipos del certamen decidieron al campeón en un solo partido; al existir empate en el tiempo reglamentario, se recurrió a tiros penales. El partido se jugó el 2 de diciembre.
| Final               | Final            | Final    | Final             | Final          | Final | Final |
| Equipo 1            | Resultado        | Equipo 2 | Estadio           | Día            | Hora  |       |
| ------------------- | ---------------- | -------- | ----------------- | -------------- | ----- | ----- |
| Sportivo Trinidense | 1 - 1 (1-4 pen.) | Libertad | Parque del Guairá | 2 de diciembre | 19:30 |       |

Ficha del partido
|            | Guardameta     | Víctor Samudio    |     |
|            | Defensa        | Armando Ruiz Díaz |     |
|            | Defensa        | Juan Vera         |     |
|            | Defensa        | César Benítez     |     |
|            | Defensa        | Sergio Mendoza    |     |
|            | Centrocampista | Joel Román        | 69' |
|            | Centrocampista | Marcos Riveros    | 73' |
|            | Centrocampista | Juan Salcedo      | 69' |
|            | Centrocampista | Ronaldo Báez      | 73' |
|            | Delantero      | Nicolás Maná      | 69' |
|            | Delantero      | Oscar Giménez     |     |
| Entrenador | Entrenador     | José Arrúa        |     |

|            | Guardameta     | Martín Silva      |       |
|            | Defensa        | Iván Ramírez      |       |
|            | Defensa        | Diego Viera       |       |
|            | Defensa        | Alexander Barboza |       |
|            | Defensa        | Néstor Giménez    | 90+3' |
|            | Centrocampista | Matias Espinoza   |       |
|            | Centrocampista | Álvaro Campuzano  |       |
|            | Centrocampista | Lucas Sanabria    | 90+3' |
|            | Centrocampista | Bautista Merlini  | 75'   |
|            | Delantero      | Antonio Bareiro   | 75'   |
|            | Delantero      | Oscar Cardozo     | 80'   |
| Entrenador | Entrenador     | Ariel Galeano     |       |

|  |  | Pedro Arce      | 69' |
|  |  | Pablo Ayala     | 69' |
|  |  | Alex Alvarez    | 69' |
|  |  | Jorge Jara      | 73' |
|  |  | Rodrigo Arévalo | 73' |

|  |  | Marcelo Fernández | 75'   |
|  |  | William Mendieta  | 75'   |
|  |  | Roque Santa Cruz  | 80'   |
|  |  | Iván Piris        | 90+3' |
|  |  | Hugo Martínez     | 90+3' |

| Anotado | 90'+4' | Alex Alvarez | 1-1 |

| Anotado | 51' | Alexander Barboza | 0-1 |

| Amonestado | 71'    | Oscar Giménez     |
| Amonestado | 85'    | Sergio Mendoza    |
| Amonestado | 90'+6' | Armando Ruiz Díaz |

| Amonestado | 90'+6' | Bautista Merlini |

|                |                  | 0:1 | Acierto de penal | William Mendieta  |
| César Benítez  | Acierto de penal | 1:1 |                  |                   |
|                |                  | 1:2 | Acierto de penal | Alexander Barboza |
| Pedro Arce     | Fallo de penal   | 1:2 |                  |                   |
|                |                  | 1:3 | Acierto de penal | Matias Espinoza   |
| Sergio Mendoza | Fallo de penal   | 1:3 |                  |                   |
|                |                  | 1:4 | Acierto de penal | Diego Viera       |

| Árbitro             | Juan Benítez         |
| Árbitros asistentes | Rodney Aquino        |
| Árbitros asistentes | Darío Gaona          |
| Cuarto árbitro      | David Ojeda          |
| Adicionales VAR     | Carlos Paul Benítez  |
| Adicionales VAR     | José Cuevas          |
| Árbitro soporte     | María Noelia Barrios |

|            | Guardameta     | Víctor Samudio    |     |
|            | Defensa        | Armando Ruiz Díaz |     |
|            | Defensa        | Juan Vera         |     |
|            | Defensa        | César Benítez     |     |
|            | Defensa        | Sergio Mendoza    |     |
|            | Centrocampista | Joel Román        | 69' |
|            | Centrocampista | Marcos Riveros    | 73' |
|            | Centrocampista | Juan Salcedo      | 69' |
|            | Centrocampista | Ronaldo Báez      | 73' |
|            | Delantero      | Nicolás Maná      | 69' |
|            | Delantero      | Oscar Giménez     |     |
| Entrenador | Entrenador     | José Arrúa        |     |

|            | Guardameta     | Martín Silva      |       |
|            | Defensa        | Iván Ramírez      |       |
|            | Defensa        | Diego Viera       |       |
|            | Defensa        | Alexander Barboza |       |
|            | Defensa        | Néstor Giménez    | 90+3' |
|            | Centrocampista | Matias Espinoza   |       |
|            | Centrocampista | Álvaro Campuzano  |       |
|            | Centrocampista | Lucas Sanabria    | 90+3' |
|            | Centrocampista | Bautista Merlini  | 75'   |
|            | Delantero      | Antonio Bareiro   | 75'   |
|            | Delantero      | Oscar Cardozo     | 80'   |
| Entrenador | Entrenador     | Ariel Galeano     |       |

|  |  | Pedro Arce      | 69' |
|  |  | Pablo Ayala     | 69' |
|  |  | Alex Alvarez    | 69' |
|  |  | Jorge Jara      | 73' |
|  |  | Rodrigo Arévalo | 73' |

|  |  | Marcelo Fernández | 75'   |
|  |  | William Mendieta  | 75'   |
|  |  | Roque Santa Cruz  | 80'   |
|  |  | Iván Piris        | 90+3' |
|  |  | Hugo Martínez     | 90+3' |

| Anotado | 90'+4' | Alex Alvarez | 1-1 |

| Anotado | 51' | Alexander Barboza | 0-1 |

| Amonestado | 71'    | Oscar Giménez     |
| Amonestado | 85'    | Sergio Mendoza    |
| Amonestado | 90'+6' | Armando Ruiz Díaz |

| Amonestado | 90'+6' | Bautista Merlini |

|                |                  | 0:1 | Acierto de penal | William Mendieta  |
| César Benítez  | Acierto de penal | 1:1 |                  |                   |
|                |                  | 1:2 | Acierto de penal | Alexander Barboza |
| Pedro Arce     | Fallo de penal   | 1:2 |                  |                   |
|                |                  | 1:3 | Acierto de penal | Matias Espinoza   |
| Sergio Mendoza | Fallo de penal   | 1:3 |                  |                   |
|                |                  | 1:4 | Acierto de penal | Diego Viera       |

| Árbitro             | Juan Benítez         |
| Árbitros asistentes | Rodney Aquino        |
| Árbitros asistentes | Darío Gaona          |
| Cuarto árbitro      | David Ojeda          |
| Adicionales VAR     | Carlos Paul Benítez  |
| Adicionales VAR     | José Cuevas          |
| Árbitro soporte     | María Noelia Barrios |

## Campeón
|                      |
| Libertad 2.do título |

## Premios
En esta edición de la Copa Paraguay, se otorgarán los siguientes premios:
- Campeón: ₲ 600.000.000
- Vicecampeón: ₲ 250.000.000
- Tercer Puesto: ₲ 100.000.000
- Cuarto Puesto: ₲ 50.000.000